# Horbanivka, Brodî
Horbanivka (în ucraineană Горбанівка) este un sat în comuna Popivți din raionul Brodî, regiunea Liov, Ucraina.

## Demografie
Componența lingvistică a localității Horbanivka
     Ucraineană (100%)
Conform recensământului din 2001, toată populația localității Horbanivka era vorbitoare de ucraineană (100%).